# Cam Whitmore
Cameron «Cam» Whitmore (Odenton, Maryland, 8 de julio de 2004) es un baloncestista estadounidense que pertenece a la plantilla de los Washington Wizards de la NBA. Con 2,01 metros de estatura, juega en la posición de alero.

## Trayectoria deportiva

### Universidad
Jugó una temporada con los Wildcats de la Universidad de Villanova, en la que promedió 12,5 puntos, 5,3 rebotes y 1,4 robos de balón por partido. Al término de la temporada fue elegido mejor novato e incluido en el mejor quinteto freshman de la Big East Conference. El 11 de abril de 2023 se declaró elegible para el Draft de la NBA, renunciando así a lo que le quedaba de trayectoria universitaria.

#### Estadísticas
| Año     | Equipo    | PJ | PT | MPP  | %TC  | %3P  | %TL  | RPP | APP | ROB | TPP | PPP  |
| ------- | --------- | -- | -- | ---- | ---- | ---- | ---- | --- | --- | --- | --- | ---- |
| 2022–23 | Villanova | 26 | 20 | 27.3 | .478 | .343 | .703 | 5.3 | .7  | 1.4 | .3  | 12.5 |
| Total   | Total     | 26 | 20 | 27.3 | .478 | .343 | .703 | 5.3 | .7  | 1.4 | .3  | 12.5 |

### Profesional
Fue elegido en la vigésima posición del Draft de la NBA de 2023 por los Houston Rockets. El 26 de enero de 2024 logró el primer doble-doble de su carrera y el récord de su carrera en ese momento, registrando 24 puntos, 11 rebotes y 2 asistencias con un 50% de tiros (44% desde tres) en la victoria por 138-104 sobre los Charlotte Hornets.
Tras dos temporadas en Houston, el 5 de julio de 2025, es traspasado a Washington Wizards.

## Estadísticas de su carrera en la NBA

### Temporada regular
| Año     | Equipo  | PJ | PT | MPP  | %TC  | %3P  | %TL  | RPP | APP | ROB | TPP | PPP  |
| ------- | ------- | -- | -- | ---- | ---- | ---- | ---- | --- | --- | --- | --- | ---- |
| 2023-24 | Houston | 47 | 2  | 18.7 | .454 | .359 | .679 | 3.8 | .7  | .6  | .4  | 12.3 |
| 2024-25 | Houston | 50 | 3  | 16.2 | .443 | .348 | .743 | 3.0 | 1.0 | .6  | .3  | 9.3  |
| Total   | Total   | 97 | 5  | 17.4 | .449 | .355 | .703 | 3.4 | .8  | .6  | .3  | 10.8 |